# Microbathyphantes palmarius
Microbathyphantes palmarius là một loài nhện trong họ Linyphiidae.
Loài này thuộc chi Microbathyphantes. Microbathyphantes palmarius được Brian John Marples miêu tả năm 1955.